# Murillo (Tolima)
Murillo és un municipi de Colòmbia, situat al departament de Tolima, a 144 km de la capital departamental, Ibagué i a 83 km de Manizales i 32 km del Líban; Limita pel nord amb Villahermosa, pel sud amb Santa Isabel, per l'est amb el Líban i per l'oest amb el Municipi de Villamaría en el departament de Caldas i Santa Rosa de Cabal en el departament de Risaralda.
La població va ser fundada el 1872 i va ser elevada a la categoria de municipi en 1985.
Murillo és el municipi més alt del departament del Tolima amb 3.000 m.s.n.m, per la seva proximitat és molt fàcil apreciar el Nevado del Ruiz, a més dit municipi compta amb uns bells paisatges i bells atractius turístic com el són l'arquitectura de "taula Parada", la cascada de la Planta, la llacuna de l'Amagatall, Les Termals de la Cabana, la Campaneta i de la Yuca, a més dels bells paisatges de Páramo.
L'economia del municipi se centra en Ramaderia de llet, la producció de papa, alverja i fruiters com ara la mora, la uchua, la maduixa, el lulo i el Tomàquet de Arbre.
La zona rural del Municipi està organitzada en 26 senderes i un corregimiento aquests són: Corregimiento El Bosc, i les Veredas El Recodo, Pajonales, Prada Alta, la Picota, La Glòria, Sabanalarga, Les Novillas, Santa Bàrbara, La Cabanya, Alfombrales, l'Ós, Requintaderos, Calaixos, La Vinagre, La cascada, l'Estel, l'Esperança, Guamal, Canaan, Les Llacunes, La Florida, Sinai, Arenals i Corozal